# Bodies of Water
Bodies of Water ist eine US-amerikanische Band aus Los Angeles, Kalifornien und beim Independent-Label Secretly Canadian unter Vertrag. Kernmitglieder sind das verheiratete Paar David und Meredith Metcalf sowie Kyle Gladden. Häufig tritt die Band mit weiteren Musikern auf.
Meredith und David Metcalf sind unter den Pseudonymen Gala Bell und Kamer Maza auch Gründungsmitglieder der Band Music Go Music.

## Diskografie

### Alben
- 2007: Ears Will Pop & Eyes Will Blink
- 2008: A Certain Feeling
- 2011: Twist Again
- 2017: Spear in the City
- 2021: Is This What It's Like

### EPs
- 2005: Bodies of Water